# Gustav Habrman

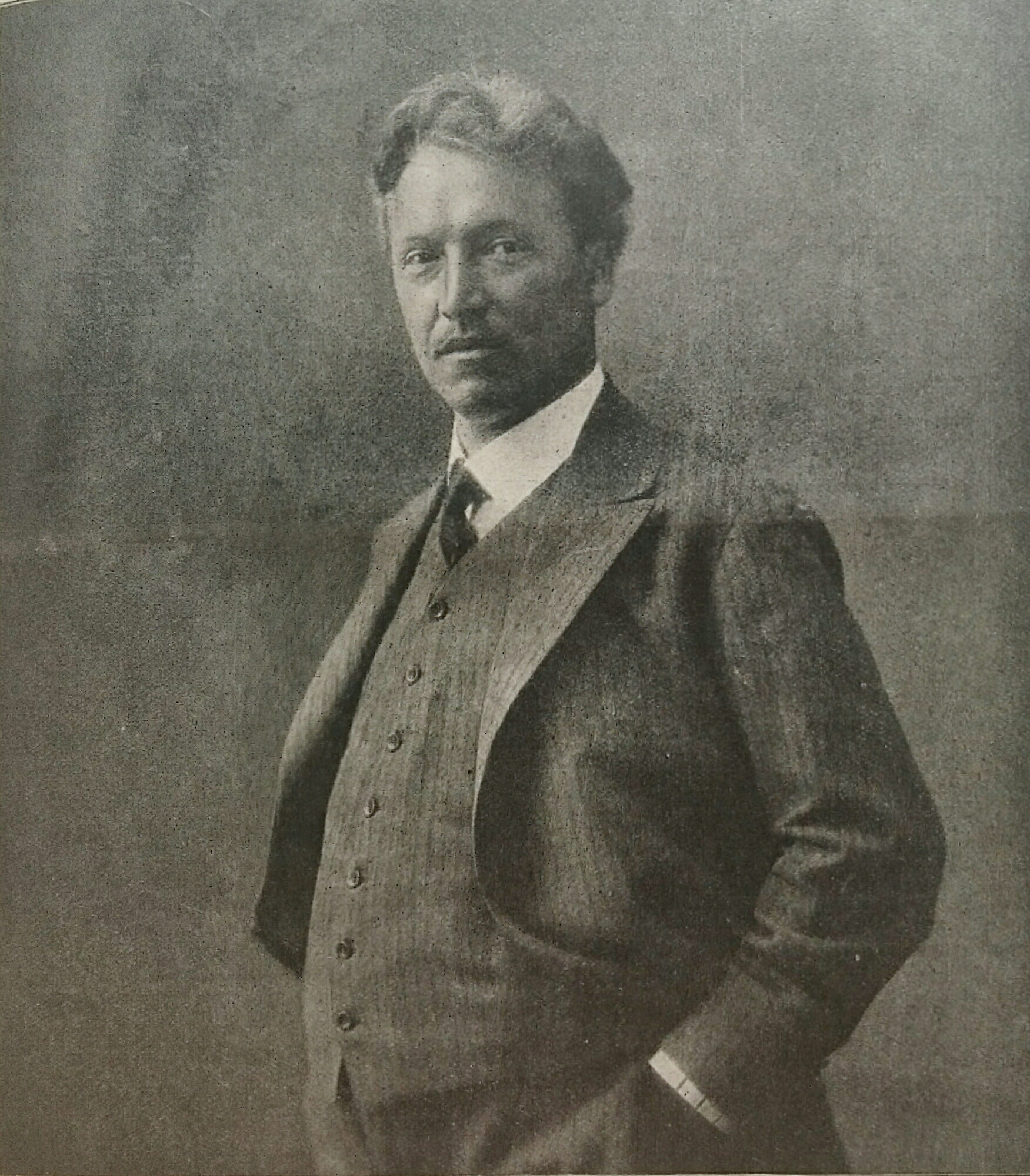
Gustav Habrman als Abgeordneter im Jahr 1913

Gustav Habrman (* 24. Januar 1864 in Böhmisch Trübau, Böhmen; † 22. März 1932 in Pilsen) war ein tschechischer Politiker und Journalist.

## Leben
Gustav Habrman lernte als Arbeiter in Wien die sozialen Missstände kennen und begann sich für die Interessen der Arbeiter zu engagieren. Im Oktober 1884 war er einer der Beschuldigten im großen antisozialistischen Prozess in Wien. Habrman erhielt eine recht hohe Strafe für das Verteilen und Drucken von Flugblättern. Er wurde zu 105 Jahren schwerem Zuchthaus verurteilt, aber bereits nach drei Jahren entlassen.
Er verließ Wien, fuhr nach Paris und danach für acht Jahre in die USA. Er lebte und arbeitete in Fabriken in New York und Chicago. Später war er als Redakteur in sozialistischen Zeitschriften tätig.
1897 kehrt er nach Böhmen zurück. Er setzt seine journalistische Arbeit in der Redaktion der Brünner Zeitung Rovnosti und der Wiener Arbeiterblätter fort. 1901 übersiedelte er für immer nach Pilsen. Er redigierte die im Kreis erscheinenden sozialistischen Zeitschriften Nová doba und Obzor. Gleichzeitig wählte man ihn in die Führungsriege der größten Kreispartei der Sozialdemokraten. 1907 wurde für den Wahlkreis Böhmen 52, Landgemeinden Pilsen ohne die Ortsgemeinde Littiz, Blowitz in den Reichsrat gewählt und bekleidete sein Mandat bis zu dessen Ende im Jahr 1918.
1915 traf Habrman in Genf Tomáš Masaryk und entschloss sich, dessen Arbeit zu unterstützen.
Im Frühjahr 1917 bildete sich in der Sozialdemokratischen Partei eine Opposition gegen die pro-österreichische Politik der Führung. Habrman wurde deren größter Befürworter und führte schließlich das Gegenlager an. Als deren Vertreter nahm er am Kongress der II. Internationale teil und setzte sich dafür ein, den Tschechischen Staat aus der österreichischen Monarchie zu entlassen. Im September 1917 veröffentlichte die Opposition ihre Forderungen, und Habrmann wurde zum Vertreter des Exekutivkomitees der Partei. Einen Monat später wurde er für den designierten Bohumír Šmeral in der Funktion des Vorsitzenden des Abgeordnetenklubs bestätigt. Als Führer der Sozialdemokraten nahm er an den Verhandlungen der Vertreter des Exilwiderstandes in Genf Ende 1918 teil.
Nach der Ausrufung des eigenständigen Staates übernahm er die Funktion des Bildungsministers in der Regierung Karel Kramář, später des Ministers der sozialen Angelegenheiten.

## Person
In Ottos Lexikon wird über Habrmann geschrieben: „Er war ein Mann mit Weitsicht, schlagfertiger Redner, einer der Führer der böhmischen und tschechoslowakischen Sozialdemokratischen Partei, Autodidakt und einer der bedeutendsten Mitgestalter der staatlichen Eigenständigkeit.“